# The Astyanax
The Astyanax, conosciuto in Giappone come The Lord of King (ザ・ロード・オブ・キング?, Za Rōdo Obu Kingu), è un  videogioco a piattaforme a scorrimento laterale, pubblicato come arcade dalla Jaleco nel 1989 e in seguito convertito per Nintendo Entertainment System.

## Trama e modalità di gioco
La versione Arcade, ambientata nel Medioevo, è incentrata intorno a un giovane guerriero chiamato Roche che ricava l'arma mistica "Fire Axe" da una pietra e con essa si dirige al castello Algerine del malvagio stregone Algos.  Il gioco si snoda per 6 livelli: in ognuno di essi, escluso il quarto, si combatte alla fine contro un boss. Algos è il boss del quinto livello, mentre nel sesto alla fine bisognerà affrontare un mostro alieno che lo stregone aveva allevato nel suo castello. 
La versione Nes vede invece per protagonista uno studente sedicenne dell'high school Greenview High conosciuto come Astyanax. Egli ogni notte vede in sogno una principessa che chiede il suo aiuto. Un giorno mentre sta andando verso la scuola viene trasportato nel mistico reame di Remlia da una fata di nome Cutie. Si dirigerà a salvare la Principessa Rosebud, ma per farlo dovrà combattere orde di mostri mandati dal malvagio stregone Blackhorn. Qui ci sono sei livelli e altrettanti boss: l'ultimo è Blackhorn, trasformatosi in mostro. Una volta salvata la principessa, il ragazzo tornerà nel mondo reale.